# バハマの首相

バハマ首相旗

バハマの首相（Prime Minister of the Bahamas）は、英連邦王国に属するバハマの首相である。

## 歴代首相の一覧
斜体の日付は、職務として事実上継続していることを示している。
| 代                                          | 肖像                            | 氏名                             | 就任日                          | 退任日                          | 所属政党                        | 所属政党                        |
| 英領バハマ諸島 自治政府主任大臣             | 英領バハマ諸島 自治政府主任大臣 | 英領バハマ諸島 自治政府主任大臣  | 英領バハマ諸島 自治政府主任大臣 | 英領バハマ諸島 自治政府主任大臣 | 英領バハマ諸島 自治政府主任大臣 | 英領バハマ諸島 自治政府主任大臣 |
| ------------------------------------------- | ------------------------------- | -------------------------------- | ------------------------------- | ------------------------------- | ------------------------------- | ------------------------------- |
| 1                                           |                                 | ローランド・セオドア・シモネット | 1955年                          | 1964年1月7日                    |                                 | 連合バハマ党                    |
| 英領バハマ諸島 自治政府首相(Premier)        |                                 |                                  |                                 |                                 |                                 |                                 |
| 1                                           |                                 | ローランド・セオドア・シモネット | 1964年1月7日                    | 1967年1月16日                   |                                 | 連合バハマ党                    |
| 2                                           |                                 | リンデン・ピンドリング           | 1967年1月16日                   | 1969年5月10日                   |                                 | 進歩自由党                      |
| 英領バハマ諸島 自治政府首相(Prime minister) |                                 |                                  |                                 |                                 |                                 |                                 |
| 1                                           |                                 | リンデン・ピンドリング           | 1969年5月10日                   | 1973年7月10日                   |                                 | 進歩自由党                      |
| バハマ国 首相                               |                                 |                                  |                                 |                                 |                                 |                                 |
| 1                                           |                                 | リンデン・ピンドリング           | 1973年7月10日                   | 1992年8月21日                   |                                 | 進歩自由党                      |
| 2                                           |                                 | ヒューバート・イングラハム       | 1992年8月21日                   | 2002年5月3日                    |                                 | 自由国民運動                    |
| 3                                           |                                 | ペリー・クリスティー             | 2002年5月3日                    | 2007年5月4日                    |                                 | 進歩自由党                      |
| 代行                                        |                                 | シンシア・A・プラット            | 2005年5月4日                    | 2005年6月22日                   |                                 | 進歩自由党                      |
| 4                                           |                                 | ヒューバート・イングラハム       | 2007年5月4日                    | 2012年5月8日                    |                                 | 自由国民運動                    |
| 5                                           |                                 | ペリー・クリスティー             | 2012年5月8日                    | 2017年5月11日                   |                                 | 進歩自由党                      |
| 6                                           |                                 | ヒューバート・ミニス             | 2017年5月11日                   | 2021年9月17日                   |                                 | 自由国民運動                    |
| 7                                           |                                 | フィリップ・デイヴィス           | 2021年9月17日                   | （現職）                        |                                 | 進歩自由党                      |

## 副首相
- アーサー・ディオン・ハンナ （1967年 - 1984年）
- クレマン・T・メイナード （1985年 - 1992年）
- フランク・ワトソン （1992年 - 2002年）
- シンシア・A・プラット （2002年 - 2007年）
- ブレント・シモネット （2007年 - 2012年）
- フィリップ・ブレイブ・デイヴィス （2012年 - 2017年）
- K・ピーター・ターンクエスト （2017年 - 2020年）
- デスモント・バニスター （2020年 - 2021年）
- チェスター・クーパー（2021年 - 現在）